# Gunnar Ståldal
Gunnar Ståldal, född 4 december 1929 i Vänersborg, död 11 november 2016 i Stockholm, var en svensk författare och debattör. 

## Biografi
Ståldal studerade i sin ungdom teologi och filosofi i Lund samt historia i Stockholm och arbetade sedan som lärare, bland annat i religionskunskap. Han grundade och drev tidskriften Nya Fritänkaren, en publikation fokuserad på etik och livsåskådning, vetenskap och folkbildning, som drevs i Humanisterna Stockholms regi fram till 2009. År 1993 utgav han boken Välj själv! som blev ett betydelsefullt bidrag till framväxten av de ungdomsläger som Humanisterna varje år genomför som ett alternativ till kristna konfirmationsläger. Under ett tiotal år användes boken som grund för en studiecirkel för ungdomar som därigenom lärde sig mer om kritiskt tänkande, att beröra filosofiska frågeställningar och att grunda sina åsikter i en humanistisk livsåskådning. Under ett antal år arbetade Ståldal också med att marknadsföra Humanisterna genom närradioprogram.
Ståldal var ordförande för Humanisterna 1994–1995, samt för Humanisternas lokalavdelning i Stockholm 1984–2004. Han utsågs 2008 till hedersmedlem i Humanisterna som ett erkännande för de många års arbete han lagt ned.